# Afena
Afena è un'arma bianca manesca del tipo spada originaria dell'Africa, precipua della popolazione Ashanti del Ghana. Ha lama ricurva ed elsa spesso ricoperta da foglie d'oro.
Originariamente concepiti per la guerra o per le esecuzioni capitali, i mfena (plurale di afena) sono oggi utilizzati nelle cerimonie e come oggetto di potere riservato al re Ashanti, il Asantehene. Quando l'arma è portata alla destra del sovrano si chiama akrafena e bosomfena quando è portato a sinistra.

## Descrizione
- la lama è ricurva, originariamente in bronzo e poi in ferro, e termina con una piccola sporgenza caratteristica.[5] La lama nelle spade rituali era priva di tagliente affilato. Era spesso incisa con linee o disegni simbolici Ashanti (c.d. "Adinkra"). Alcune spade hanno lama doppia (afenata) o tripla (mfenasa).
- l'elsa, solitamente in legno ma anche in metallo, si componeva di due pomi, uno per la guardia ed uno per il pomello. Poteva essere interamente avvolta con foglia d'oro, con vari simboli lavorati, o da pelle di Manta. L'elsa in legno poteva essere scolpita.
- il fodero, in pelle di animale, può presentare un rilievo (abosodee) che comprende simboli Ashanti destinati a evocare determinati messaggi espressivi. Nella spada tipo Mpomponsuo del Asantehene, per esempio, il rilievo è un serpente attorcigliato con un uccello in bocca a simboleggiare che la pazienza, prudenza e circospezione della vipera le permettono di catturare il bucero che vola.

## Tipologie

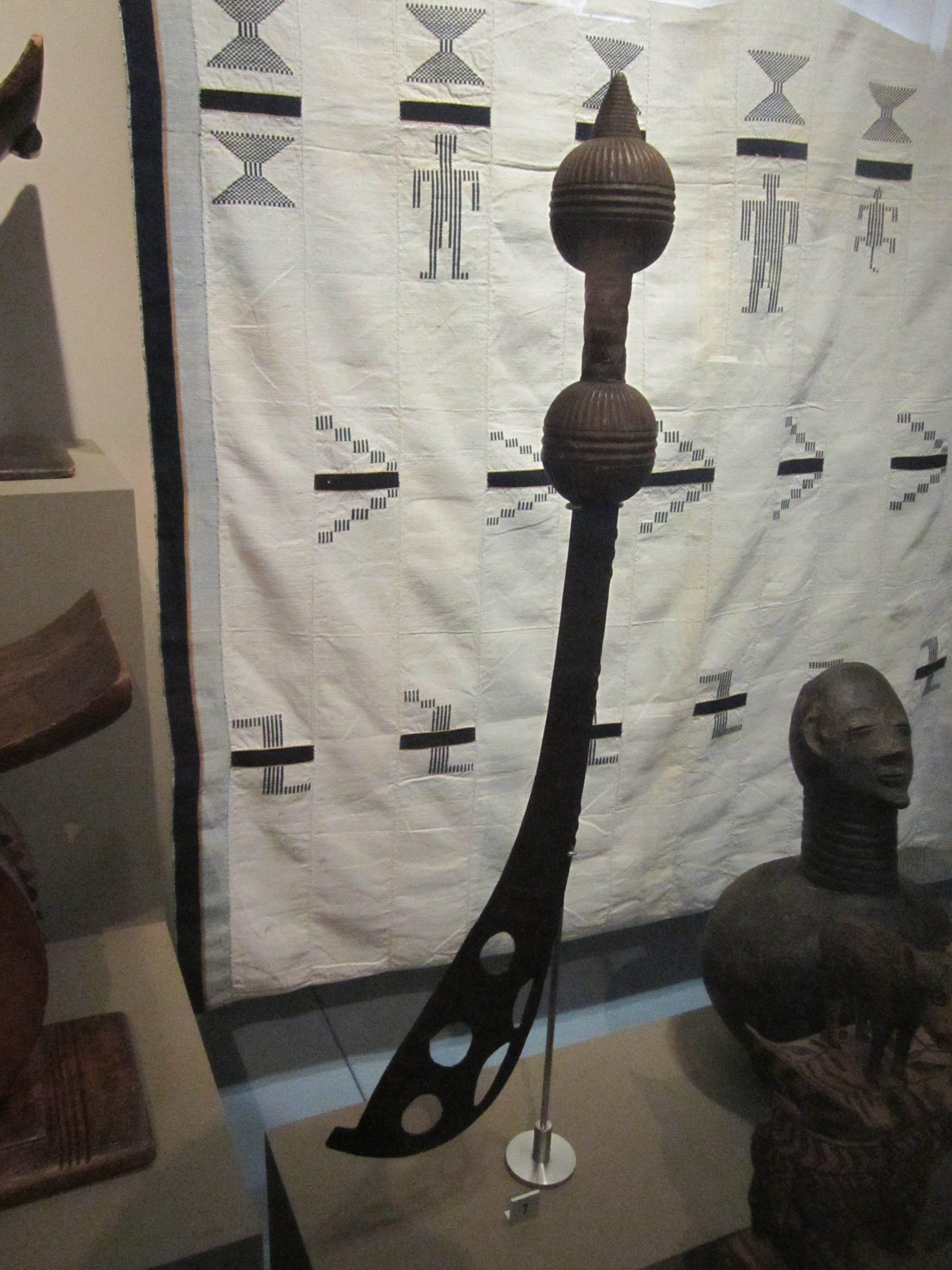
Spada "Akrafena"

Tradizionalmente ci sono circa cinque tipi di spade Ashanti con alcune più conosciute di altre:
- Akrafena: usata in guerre e in concomitanza con una cerimonia di annerimento delle feci degli Ashanti; L'Akrafena può essere trasportato dagli emissari del re nelle missioni diplomatiche e in tali situazioni il significato associato al simbolo Adinkra impresso sul fodero trasmette il messaggio della missione stessa;
- Nsuaefena (anche Akafena): spada corta da combattimento usata anche nella cerimonia del giuramento d'ufficio dal re e nel giuramento di fedeltà da parte dei sudditi all'imperatore Ashanti, lo Asantehene;
- Afenatene: spada lunga da combattimento; la sua lama riporta incisi i simboli del cuore (akoma), del coccodrillo (denkyem), dell'ascia (akuma) e il sankofa;
- Afenanta: una spada "a doppia lama" usata dagli Ashanti per tagliare i legamenti umani; la sua lama riporta incisi di simboli denkyem e sankofa;
- Mpomponsuo: spada cerimoniale che simboleggia responsabilità, potere, lealtà, coraggio e autorità.

Ci sono due tipi principali di spade tra le regalie del Asantehene: la spada lunga (Afenatene) e la spada corta (Nsuaefena). La Afenatene di solito non ha fodero ed è sormontato da un simbolo Adinkra.
La spada Mpomponsuo è usata dagli Asantehene per prestare giuramento. Gli Amanhene invece usano la spada Mpomponsuo per giurare fedeltà al Asantehene. La spada Mpomponsuo è una delle quattro principali spade di stato Ashanti. La Asantehene è stata creata da "Asantehene" Opoku Ware I (regno 1731–1742) ed è il principale esempio di Akafena.

## Storia

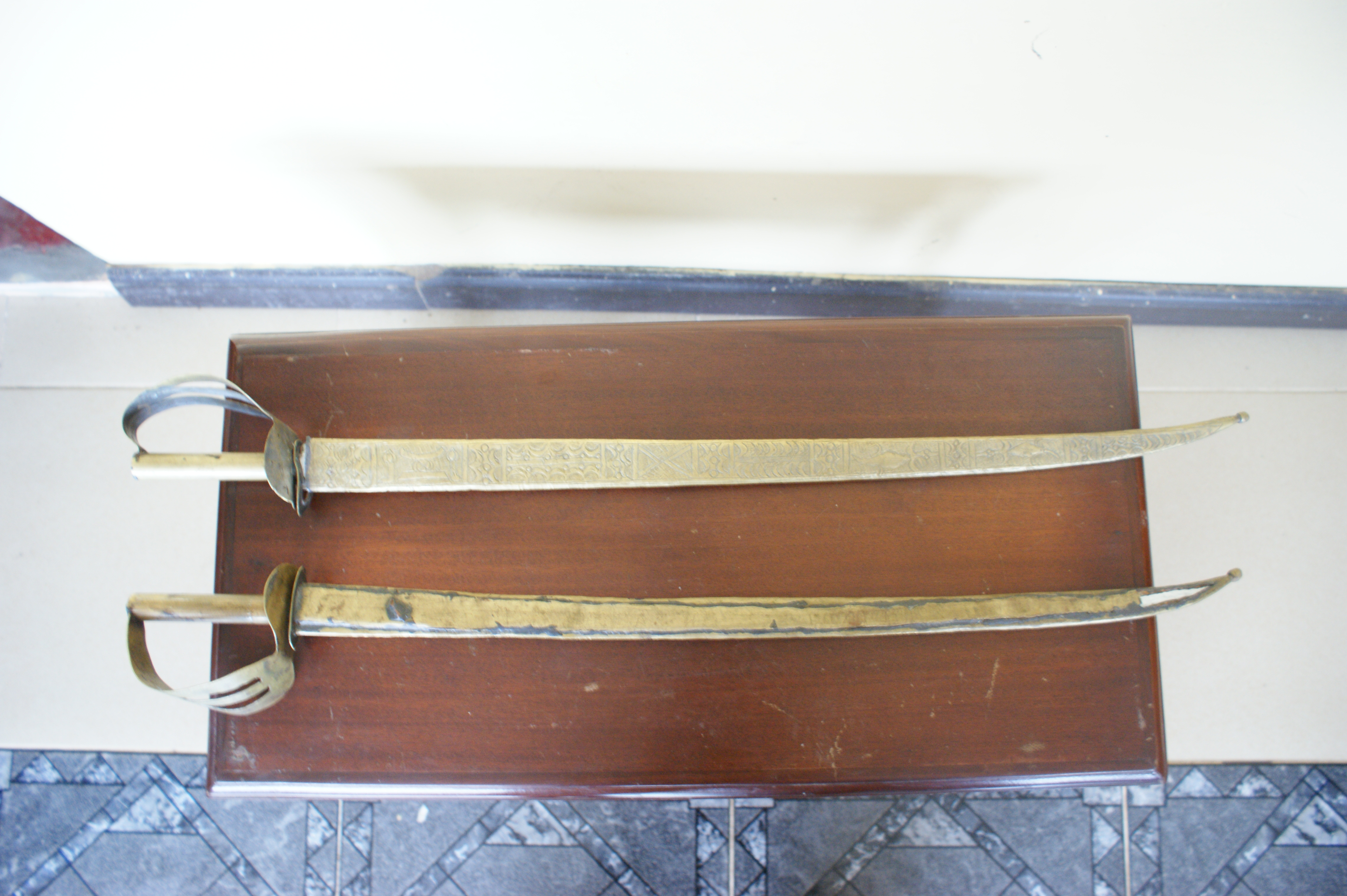
Spade "Afenatene" di Denkyira.

Tra le forze armate dell’impero medievale di Bonoman, la prima grande compagine statale dell'etnia Akan cui appartengono anche gli Ashanti, l'uso della spada lunga era precipuo della cavalleria o degli ufficiali. Il successivo stato di Denkyira (XVI secolo), il cui esercito comprendeva lancieri e arcieri, sia a piedi sia a cavallo, mantenne l'uso della spada per le sole forze di cavalleria. Le spade non erano infatti armi primarie per gli Akan ed erano utilizzate solo per taluni compiti: attacchi di sfondamento, resistenza a oltranza e (in generale) combattimento ravvicinato. Oltre alle spade lunghe erano comunque in forza anche spade corte assegnata a fantaccini corazzati ed armati di scudo. In entrambi i casi erano armi rozze, pesanti (da cui la necessità dell'elsa a pomelli che controbilanciasse la lama) e solo in epoca successiva realizzate in ferro anziché in bronzo.
L'evoluzione della Afena si legò quindi strettamente alle origini dell'Impero Ashanti, creato al volgere del Seicento da Osei Kofi Tutu I (1660-1717), il primo Asantehene, a discapito della precedente egemonia del regno di Denkyira. Le spade tipo "Akafena" con pomelli decorati con oro battuto sono non a caso presenti nelle insegne della corte Ashanti fin dal XVII secolo. La afena accompagnò poi gli Ashanti in tutti i loro conflitti bellici, sia contro gli altri stati africani sia contro gli Europei, sino al XX secolo. La Akrafena era generalmente arma della casta guerriera degli Asafo che non se ne separavano mai: anche se impegnati in un viaggio attraverso la foresta pluviale o in un combattimento con la lancia, l'arco o il moschetto, tenevano la spada con sé, legata alla schiena.
Nell'Impero ashanti, anche le spade avevano una loro gerarchia, a seconda di chi le brandiva e del loro scopo. La più importante era la spada Mpomponsuo (lett. "Spada della responsabilità"): ne esistevano solo due ed erano impugnate dalle due guardia del corpo del corpo del Asantehene, sempre schierate ai suoi lati, e fregiate del titolo nobiliare di Ankobia.
Nel XXI secolo, le spade Ashanti sono ormai destinate all'autodifesa con le sole spade Akrafena ancora in uso per la guerra.

## Simbolismo
L'Akrafena è anche un simbolo nazionale Ashanti, adottato dall'imperatore Opoku Ware I (regno 1731–1742) nel 1723. In questo contesto è conosciuto come Akofena.
Il blasone: l'akafena viene utilizzato in concomitanza con la cerimonia di annerimento delle feci. Nsuaefena è usato nella cerimonia politica del giuramento d'ufficio da parte del re e nei giuramenti di fedeltà da parte dei sudditi della città-stato di Ashanti. L'akrafena può anche essere portato come un dispositivo araldico, dagli emissari dell'imperatore-re Ashanti nelle missioni diplomatiche Ashanti città-stato. In tali situazioni il significato associato al simbolo impresso sulla guaina trasmette il messaggio della missione. Lama di una spada afenatene che mostra l'akoma (cuore), denkyem (coccodrillo), akuma (ascia) e l'uccello sankofa.
Il simbolo nazionale Ashanti Descrizione Akafena:
L'Akrafena è un simbolo di spicco degli Ashanti nei secoli XVIII, XIX e XX fino al XXI secolo;
L'Akrafena come simbolo nazionale Ashanti ha il significato di stemma; Akafena ("Simbolo di coraggio, valore ed eroismo").
La spada Ashanti Akafena come simbolo nazionale degli Ashanti è stata utilizzata dagli Asantehene per prestare giuramento come sovrani. L'Omanhene usava la spada Ashanti Akafena per giurare fedeltà all'Asantehene e alla nazione Ashanti. La spada Akafena è una delle quattro principali spade di stato Ashanti. La prima spada Akfrafena fu creata da Opoku Ware I ed è il principale esempio di Akfrafena. La spada Mpomponsuo simboleggia la responsabilità, il potere, la lealtà, il coraggio e l'autorità.

## Arte Marziale
Nella Regione di Ashanti permangono scuole di arti marziali tradizionali che tramandano la scherma ashanti con la afena. Si dice che ci fossero 20 posizioni di combattimento in allenamento. Gli schermidori ashanti generalmente usavano tecniche di calcio basso per distrarre, spazzare e/o disabilitare l'avversario quando teneva la spada in una mano e il fodero nell'altra. Le tecniche di combattimento con la spada sono simili in parte a quelle dell'Escrima e le tecniche di combattimento con le mani e le tecniche di calcio sono simili a quelle del Wing Chun e della Capoeira. La spada Ashanti era anzitutto arma "a una mano", anche se per colpi più potenti venivano usate due mani. Le tecniche di scherma Ashanti erano pertanto inquadrabili come da "una mano e mezza".

## Galleria d'immagini

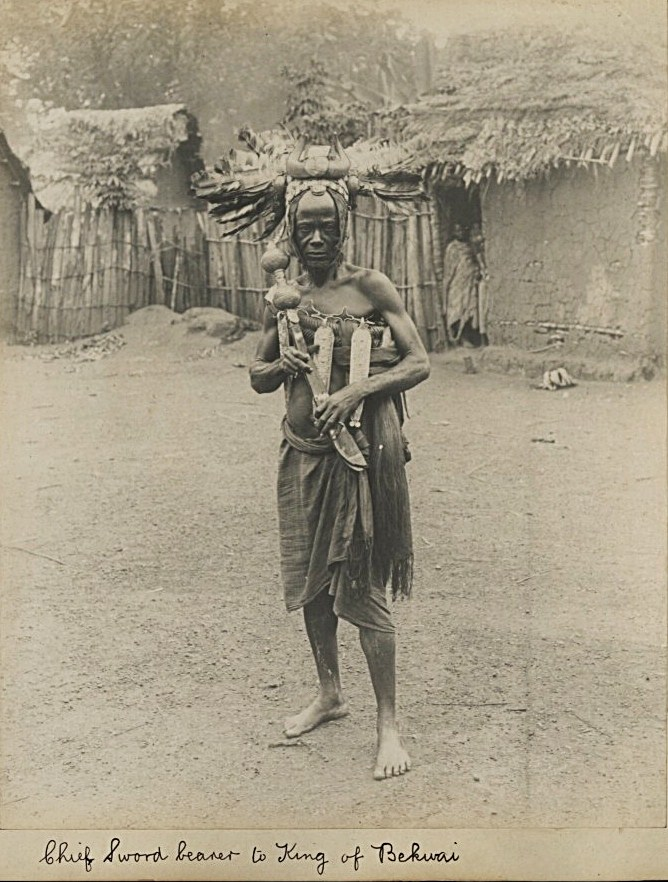
Chef Asante che brandisce una afena (circa 1890).
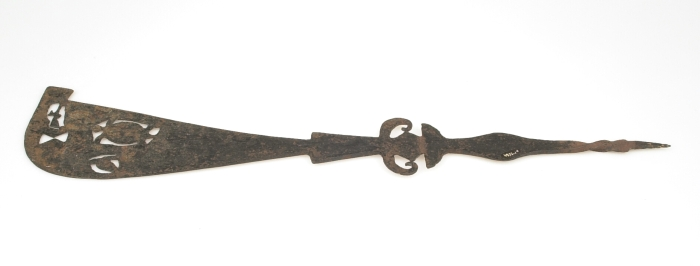
Akrafena (XVIII secolo).
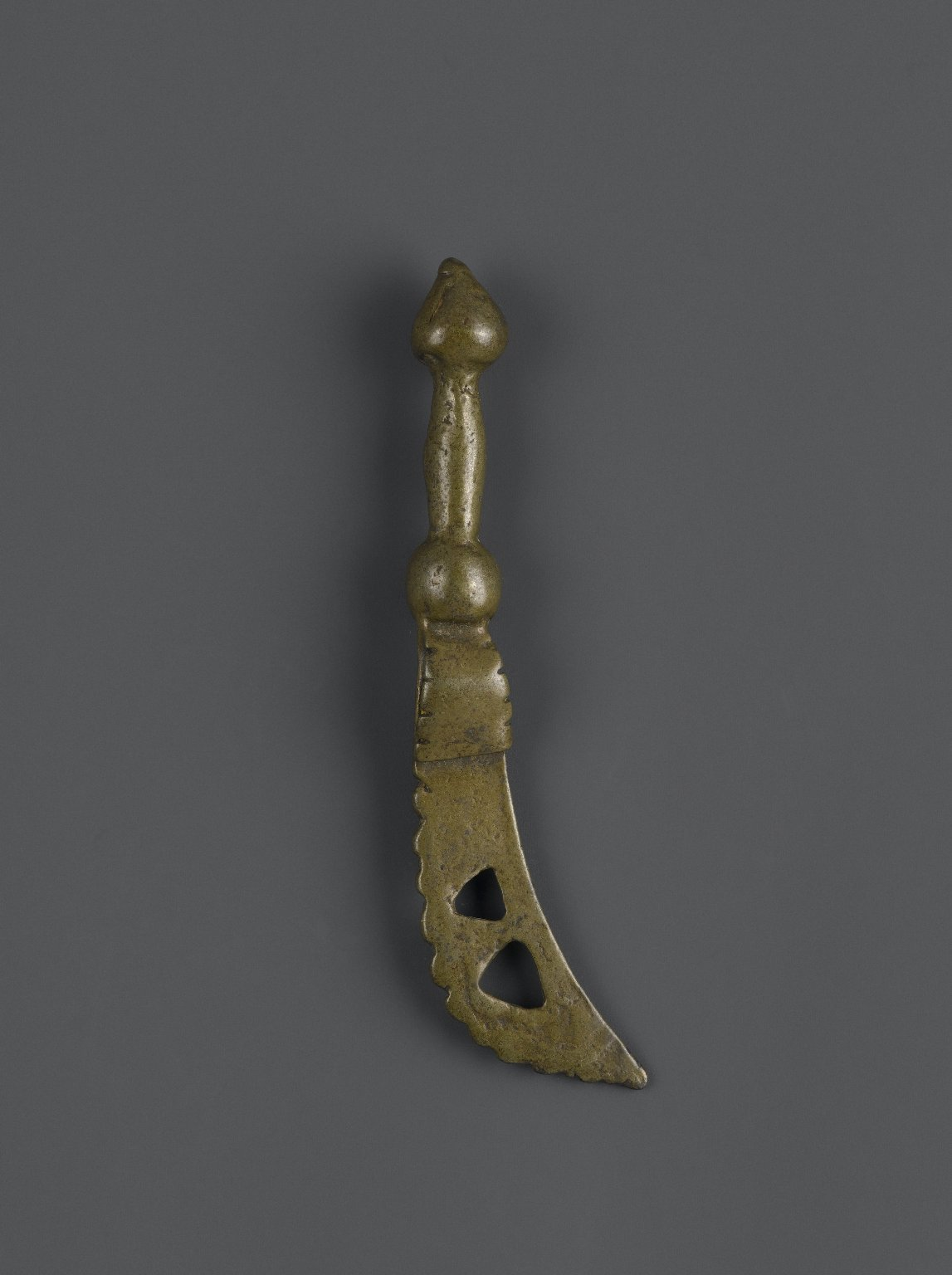
Peso in oro in forma di afena (XVIII o XIX secolo).
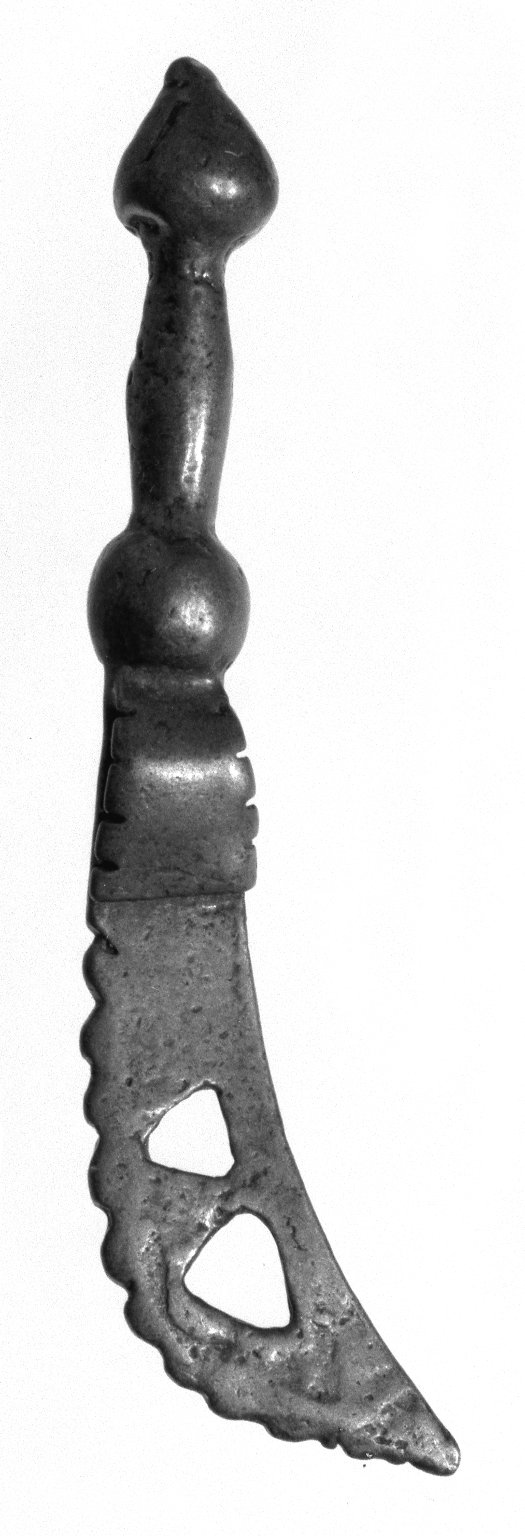
Peso in argento in forma di afena.
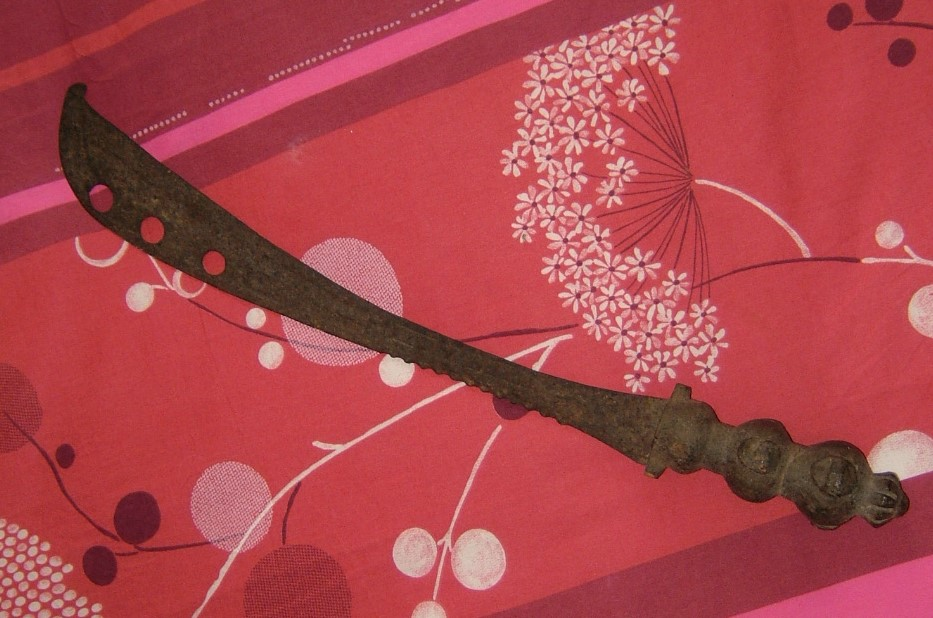
Afena del Ghana.
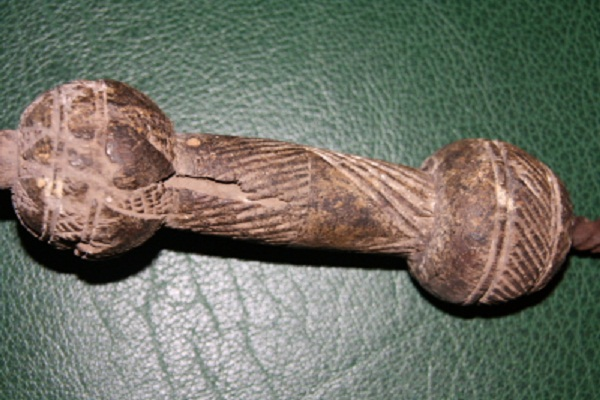
Elsa di afena in legno.